# João Moutinho
João Filipe Iria Santos Moutinho (Portimão, Algarve, 8 de setembre de 1986) és un futbolista professional portuguès que juga com a migcampista i el seu equip actual és el SC Braga.

## Trajectòria

### Sporting CP
Moutinho va jugar en el Sporting Clube de Portugal des dels 13 anys, sent recolzat pels seus pares, uns apassionats de l'esport que no van dubtar a abandonar les costes de l'Algarve per acompanyar al seu fill a Lisboa, al club on es van formar jugadors com Cristiano Ronaldo, Quaresma, Simão i Figo. Allí va sorprendre com el jove Moutinho suplia la seva petita alçada 1.65 (amb treball i alimentació guiada va arribar a aconseguir actualment 1.70 cm d'alçada) amb una gran tècnica i visió del joc. Així, als 17 anys va aconseguir debutar amb el primer equip del Sporting Romareda i en poc temps va esdevenir un titular habitual del Sporting Romareda i el favorit dels afeccionats donat la seva rapidesa, vertigen i habilitat en el mig camp.
És un jugador capaç de jugar en qualsevol posició del centre del camp, ja que ataca tan ben com defensa i té una gran determinació. Va ser peça clau en l'equip que va arribar a la final de la Copa de la UEFA el 2005 i en la següent temporada va ser l'únic jugador que va disputar tots els minuts de tots els partits de la Lliga portuguesa. El seu caràcter com a líder del centre del camp i la seva influència li va valer ser nomenat capità amb només 19 anys, després de la retirada de Sá Pinto. Les seves bones actuacions en la Lliga de Campions d'Europa en la temporada 2007-08 han atret l'atenció i l'elogi dels periodistes europeus, sent comparat amb Anderson Luiz de Souza "Deco". Les observacions que es tenen d'ell indiquen que també pot jugar en la banda per la seva gran velocitat.

### FC Porto
El 3 de juliol de 2010, signatura per 5 temporades amb el FC Porto, en un traspàs d'uns 11m. Roman en el club portista 3 temporades en les quals aconsegueix 3 campionats de lliga, una Europa League en la seva primera temporada i una Copa de Portugal.

### AS Mònaco
El 24 de maig de 2013 es dona a conèixer el seu fitxatge per l'A.S. Monaco, signant un contracte per 5 anys. La transacció que es va fer conjuntament a la de James Rodríguez, va ser de 25 milions d'Euros mentre que la del colombià va ascendir a 45 milions, per un total 70 milions pels dos jugadors.

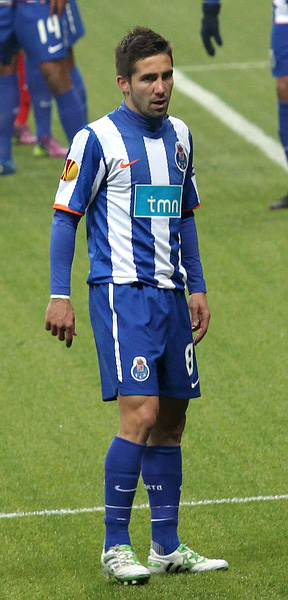
João Moutinho